# بلوینس (آرکانزاس)
بلوینس (آرکانزاس) (به انگلیسی: Blevins, Arkansas) یک شهر در ایالات متحده آمریکا با جمعیت ۳۶۵ نفر است که در آرکانزاس واقع شده‌است.

## موقعیت جغرافیایی
موقعیت جغرافیایی شهرها و مناطق اطراف به شرح زیر است: